# Oğulcak, Bitlis
Oğulcak là một xã thuộc thành phố Bitlis, tỉnh Bitlis, Thổ Nhĩ Kỳ.